# Таштак (Ноокатский район)
Таштак (кирг. Таштак) — село в Ноокатском районе Ошской области Кыргызстана. Входит в состав айылного аймака имени Токтомата Зулпуева.

## География
Село расположено в западной части области, у северо-восточной окраины города Ноокат, административного центра района.

## Население
Согласно оценочным данным Национального статистического комитета Кыргызской Республики, численность населения села на начало 2023 года составляла 1085 человек.
| год     | 2009 | 2014 | 2015 | 2020 | 2021 | 2023 |
| ------- | ---- | ---- | ---- | ---- | ---- | ---- |
| человек | 757  | 873  | 897  | 1006 | 1036 | 1085 |